# Ukum
Ukum è una delle ventitré aree a governo locale (local government areas) in cui è suddiviso lo Stato di Benue, nella Repubblica Federale della Nigeria. Si estende su una superficie di 1.514 km² e conta una popolazione di 216.930 abitanti.